# Pingala
Pingala (पिङ्गल) también llamado Acharya Pingala, es el autor del Chanda-shastra, un libro escrito en sánscrito acerca de las métricas, o sílabas largas.
Este matemático indio era natural del actual estado de Kerala, en la India.
Se creía que vivió en el siglo III a. C., pero según la tradición habría sido el hermano menor de Panini, el gran gramático indio del siglo IV a. C., por lo que entonces, habría que situar a Pingala uno o dos siglos antes.
Pingala presentó la primera descripción conocida de un sistema de numeración binario.
Describió dicho sistema en relación con la lista de métricas védicas y las sílabas cortas y largas.
Su obra también contiene las ideas básicas del mātrā-meru (la sucesión de Fibonacci) y el meru-prāstāra (el triángulo de Pascal).